# Spencer Fox
Spencer Fox (10 de mayo de 1993) es un actor estadounidense. Es conocido por haber puesto voz a Dashiell Robert Parr, el niño con hipervelocidad en Los Increíbles de Disney y Pixar, a quien también dobló en Disney on Ice, un show de Disney, y en Los Increíbles en una Aventura del Reino Mágico. También ha puesto voz a Jim y Tim Possible en la cuarta temporada de Kim Possible y a Mudbud en la última película de Air Buddies. Ha aparecido en la película de Ed Burns, The Groomsmen.
Asistió a la escuela secundaria Farragut en Hastings-on-Hudson, Nueva York, y actualmente asiste a la escuela secundaria de Hastings.